# Tangled (pel·lícula de 2001)
Tangled és una pel·lícula de thriller romàntic estatunidenca del 2001 dirigida per Jay Lowi i protagonitzada per Rachael Leigh Cook, Shawn Hatosy, i Jonathan Rhys Meyers. L'argument està explicat des del final per David (Hatosy) que es va trobar incapaç de recordar què el va portar a estar a l'hospital. Mentre comença a parlar amb el detectiu (Lorraine Bracco) els esdeveniments es desenvolupen lentament. La pel·lícula parpelleja entre el present i el passat amb l'ús de flashbacks per descriure l'amistat i el triangle amorós entre David, Jenny (Cook) i Alan (Rhys Meyers).

## Argument
Quan David es fa amic d'una amiga de la universitat, la brillant i animada Jenny, no triga gaire a enamorar-se. L'Alan, però, el vell amic del David, poc fiable i amb una vida transgressora i rebel, crida l'atenció de Jenny, i els dos aviat inicien una relació problemàtica. La situació empitjora inexorablement.

## Repartiment
- Rachael Leigh Cook com a Jenny Kelley
- Shawn Hatosy com a David Klein
- Jonathan Rhys Meyers com Alan Hammond[3]
- Lorraine Bracco com a Det. Ann Anders
- Dwayne Hill com a Det. Dennys Nagel

## Recepció
Reel Film Reviews va donar a la pel·lícula 1⁄2 estrella i va escriure: "La pel·lícula, que en general sembla l'episodi pilot d'una sèrie de CW de lloguer baix, s'ha completat fins a cert punt. que inevitablement esdevé opressiu".
Steve Rhodes d' Internet Reviews va donar la pel·lícula 2/4 i va escriure: "Tangled no està prou enredat. Quan aquest thriller lleuger funciona, és com un romanç lleugerament agradable".